# Semaine rouge (Argentine)
Dans l’historiographie argentine, on appelle Semaine rouge (en espagnol Semana Roja) la semaine de grève générale qui fut décrétée par les centrales syndicales en réaction à la répression sanglante menée par la Police fédérale argentine contre un rassemblement du Premier Mai sur la place Lorea de Buenos Aires en 1909, répression où la police, sous les ordres du commissaire en chef Ramón Lorenzo Falcón, tira à balles réelles et sans distinction sur la foule pacifique (du reste déjà occupée à se disperser), provoquant ainsi la mort de douze (ou quatorze, suivant les auteurs) personnes et en blessant plus d’une centaine d’autres. L’ampleur et la durée (une semaine entière) de la mobilisation ouvrière contraignit le gouvernement de négocier pour la première fois avec des grévistes et de céder à leurs revendications.
Ces événements s’inscrivent dans une période de l’histoire argentine marquée par d’importantes tensions sociales et politiques et par une multiplication de conflits sociaux, souvent violents et férocement réprimés par le pouvoir, mais qui commençaient, vers la fin du XIXe siècle, à ébranler le régime oligarchique alors en place, dit République conservatrice. L’accélération du développement industriel eut pour conséquence de concentrer la main-d’œuvre dans de grands établissements de fabrication et facilita par là l’organisation des travailleurs ; s’y ajouta l’immigration massive de main-d’œuvre étrangère, souvent européenne, très politisée, et porteuse d’idées socialistes et anarchistes, ce qui contribua à faire émerger un embryon de mouvement ouvrier. L’inexistence, jusqu’à l’orée du XXe siècle, de réglementations officielles d’aucune sorte, faisait que toute amélioration des conditions de travail ne pouvait être que le résultat de concessions arrachées de haute lutte, à l’issue d’une violente épreuve de force, à leurs patrons par les travailleurs. La profusion de comités d’ouvriers (gremios) entraîna la nécessité de les regrouper dans des centrales syndicales d’ampleur nationale, dont deux en particulier (la FORA anarchiste et l’UGT syndicaliste-révolutionnaire, puis la CORA) joueront un rôle important et, quoiqu’idéologiquement antagonistes, sauront convenir ensemble d’actions unitaires. Ainsi une série d’actions d’envergure nationale put-elle voir le jour, notamment la première grève générale de l’histoire argentine en 1902 ; le Premier Mai célébré massivement chaque année malgré la violente répression (40 morts en 1904) ; la grève des loyers de 1907 en protestation contre les déplorables conditions de logement, etc.
Quelques mois après la semaine rouge, le commissaire Falcón périt dans un attentat à la bombe commis par le jeune militant anarchiste Simón Radowitzky, motif pour les autorités de resserrer encore la répression et de proclamer une nouvelle fois l’état de siège. L’agitation ouvrière connaîtra un nouveau point culminant en mai 1910 lors des célébrations du centenaire de la révolution de Mai ; la répression policière s’accompagna alors du saccage de locaux et d’imprimeries ouvriers, mais aussi d’attaques contre des biens juifs, perpétrés par des bandes de civils armés, préfigurant ainsi le pogrom qui aura lieu en janvier 1919 dans le cadre de la Semaine tragique, également dans la capitale argentine.

## Antécédents et contexte

### Situation économique et sociale de l’Argentine au tournant du siècle
À l’époque du Centenaire (c’est-à-dire les 100 ans de la révolution de Mai de 1810), la société argentine était traversée de profondes contradictions. Certes, les limites d’un développement économique basé sur une relation de dépendance vis-à-vis du marché mondial n’étaient pas encore apparues en plein jour, comme cela sera le cas quelques années plus tard ; cependant, la mise en place de ce modèle « agro-exportateur » (exportation de matières premières agricoles contre importation de produits manufacturés) avait d’ores et déjà donné lieu à d’importantes tensions sociales et politiques, qui commençaient à ébranler un régime politique instauré dans une période historique (celle dit de l’Organisation nationale) qui semblait déjà bien lointaine. L’année 1910 était une année d’élection présidentielle, qui porta au pouvoir Roque Sáenz Peña, haute personnalité issue de l’oligarchie dirigeante, mais qui jugera néanmoins nécessaire de procéder à une réforme du régime politique en place pour permettre d’intégrer le mouvement radical, dont on redoutait qu’il ne pût causer, par sa politique abstentionniste, de graves désordres ; aussi, deux ans après le scrutin, une loi électorale instaurant le suffrage universel, secret et obligatoire, dite loi Sáenz Peña, fut-elle adoptée en Argentine.
L’Union civique radicale n’était pas le seul facteur de contestation qu’eut à affronter le régime conservateur vers la fin de la première décennie du XXe siècle. Les transformations économiques accélérées, si elles furent incapables de rien changer au statut de dépendance de l’économie argentine, eurent bien en revanche pour effet d’induire de profondes transformations dans la société : l’immigration massive en particulier, préconisée par les intellectuels au milieu du siècle antérieur, avait concouru à faire émerger un embryon de mouvement ouvrier qui à présent mettait en question la légitimité politique de la république oligarchique en place, inapte à se muer de république « possible » en république « véritable ».
Outre l’ampleur quantitative de l’immigration, il importe de se pencher sur la façon dont les nouveaux venus se sont insérés dans la structure sociale et économique du pays. Alors que la production agricole était à la base du développement économique — la superficie cultivée passa de 580 000 hectares en 1872 à plus de 24 millions en 1914 —, la prédominance de la grande propriété terrienne (latifundium) entravait l’accès des immigrants à la propriété de la terre et les amenait à se concentrer dans les zones urbaines du Litoral argentin, c’est-à-dire grosso modo sur le rivage des fleuves Paraná et Uruguay ; ainsi en 1914, quatre provinces argentines — celles de Buenos Aires, de Córdoba, d’Entre Ríos et de Santa Fe — regroupaient à elles seules 72 % de la population totale du pays et environ 90 % des étrangers.
À la fin du XIXe siècle se produisit une accélération du développement industriel, qui eut pour conséquence de concentrer la main-d’œuvre dans de grands ateliers et des usines et, par là, de faciliter l’organisation des travailleurs. De 1895 à 1914, le nombre de personnes employées dans l’agriculture et l’élevage passa de 302 751 à 432 170, tandis que les effectifs de travailleurs dans l’industrie et l’artisanat augmentaient de 359 250 à 824 988.
Entassés dans des courées (conventillos) et des immeubles de location, vivant dans des conditions précaires de logement et de travail, plusieurs centaines de milliers de travailleurs, artisans et journaliers résidaient, à la veille du Centenaire, dans une Buenos Aires en transformation accélérée. Aux alentours d’un tiers de ceux-ci étaient occupés dans des activités industrielles et artisanales (regroupés dans la catégorie « Industrias y artes manuales » des recensements officiels) et se répartissaient en travailleurs employés dans des ateliers de taille diverse et en travailleurs à domicile. D’autre part, étant donné les caractéristiques de la ville de Buenos Aires, centre politique et point de sortie d’une économie centrée sur l’exportation, les transports et les services y étaient des secteurs à haut niveau de main-d’œuvre. Le cœur du secteur des transports était constitué d’une part des travailleurs ferroviaires, dont les effectifs se montaient à plus de cent mille vers 1910, et d’autre part des employés portuaires, qui représentaient quelque 25 000 personnes, réparties entre marins et personnel d’embarquement à terre. On calculait en 1903 que le total des travailleurs employés dans les transports s’élevait à 250 000. Par leur importance numérique et la place qu’ils occupaient dans la structure économique de l’Argentine, ces travailleurs étaient destinés à devenir, à cette étape de l’histoire sociale, le noyau des luttes ouvrières.
Ces travailleurs se voyaient imposer des conditions de travail extrêmement pénibles : longues journées de travail, incluant dans nombre de fonctions le travail de nuit, et conditions d’insalubrité et d’insécurité à l’origine de maladies et d’accidents. L’inexistence, jusqu’à l’orée du XXe siècle, de quelque type que ce soit de réglementation officielle faisait que toute amélioration des conditions de travail ne pouvait être que le résultat de concessions arrachées par les travailleurs, dans un rapport de forces, à leurs patrons.
Dans un certain nombre de secteurs industriels, les femmes, payées d’un salaire inférieur, occupaient une place essentielle. Dans la première décennie du XXe siècle, le poids, tant absolu que relatif, du travail féminin était en hausse dans les centres urbains : en 1909, plus de 220 000 femmes étaient recensées comme travailleuses à Buenos Aires, ce qui revient à plus de 30 % de la population économiquement active. En 1913, quelque 60 000 femmes travaillaient à domicile, majoritairement dans l’industrie de la confection. Un autre sujet de préoccupation était le travail des enfants.
L’augmentation de l’activité syndicale et de l’agitation ouvrière se reflétera dans un nombre croissant d’épreuves de force et de mobilisations engagées par les travailleurs, qui s’étaient aussi mis à songer à la création d’une centrale syndicale capable d’unifier et d’amplifier la lutte ouvrière. C’est à partir de 1880, c’est-à-dire après que le processus de développement d’un capitalisme de dépendance eut connu une forte accélération et que le clivage social se fut encore nettement renforcé (en raison d’une mobilité sociale limitée), que l’organisation des ouvriers réalisa un saut qualitatif et s’installa de façon définitive dans la vie publique du pays. Si entre 1881 et 1887 ne furent enregistrées qu’une douzaine de grèves, dans les trois années 1888-1890, il en éclatera plus de trente, dans un contexte de sensible baisse du pouvoir d’achat des salariés et de détérioration des conditions de vie.

### Tentatives d’organiser la classe ouvrière

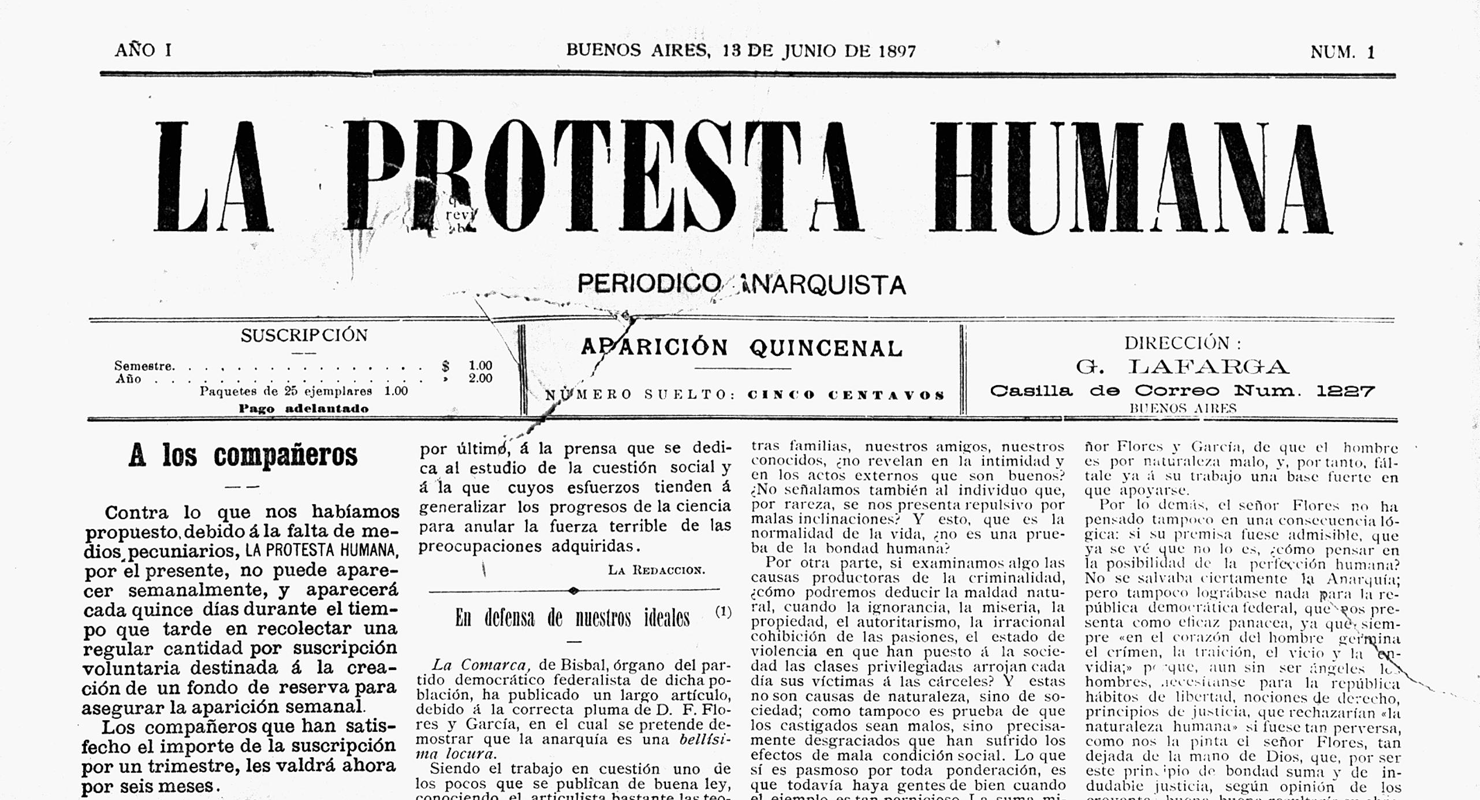
Dans la dernière décennie du XIXe siècle ont été créées les deux principales publications ouvrières en Argentine, que sont La Vanguardia (socialiste) et La Protesta (anarchiste), en même temps qu’était fondé le Parti socialiste.

Au milieu de la décennie 1890, de nouvelles « sociétés de résistance » surgirent en Argentine, puis se développeront en un grand nombre de comités d’ouvriers (gremios), qui lanceront des mouvements revendicatifs pour réclamer non seulement des hausses de salaire, mais aussi une réduction de la journée de travail. Dans ce même contexte, un processus de fusion s’engagea entre ces différents groupes, qui aboutit à la formation du Parti socialiste en 1896 ; dans le même sens, on assista aussi à l’ascension, au sein du mouvement libertaire, des militants d’orientation « organisatrice ».

#### Syndicalisation et mise sur pied d’une fédération syndicale unitaire
L’idée d’un syndicat unitaire se concrétisa en mai 1901 avec la création de la Federación Obrera Argentina (littér. Fédération ouvrière argentine, FOA), qui regroupait la plupart des comités syndicaux (gremios) du pays.
Le gouvernement du président Roca, qui commençait à ressentir de l’inquiétude, préconisa l’approbation d’un projet de loi présenté en 1899 par le sénateur Miguel Cané ; cette loi, finalement adoptée le 22 novembre 1902, puis promulguée sous la forme de la loi 4.144, mais mieux connue sous le nom de « loi de Résidence » (Ley de Residencia), permettait aux autorités d’expulser vers son pays d’origine tout étranger décrété « indésirable », c’est-à-dire les militants politiques et syndicaux. Le ministre de l’Intérieur  Joaquín V. González déclara que l’agitation sociale en Argentine « était le fait de deux douzaines d’agitateurs de profession », et qu’il « suffisait éliminer ceux-là pour que la société revienne à la tranquillité qu’elle mérite ».
Le mouvement ouvrier réagit avec énergie et décréta début novembre 1902, par la voix de la FOA, la première grève générale de l’histoire argentine. Les socialistes s’opposèrent à cette décision syndicale, tenant en effet la grève générale pour un acte démesuré et de nature à bloquer toute possibilité de négociation. Ce désaccord provoqua la fracture de la centrale syndicale : la FOA resta aux mains des anarchistes, tandis que les socialistes fondaient de leur côté l’Unión General de Trabajadores (littér. Union générale des travailleurs, UGT). La FAO regroupait 66 syndicats représentant 33 895 affiliés, et l’UGT avait 43 syndicats sous son égide totalisant 7400 affiliés,.

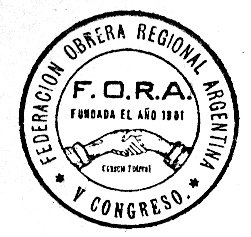
La Federación Obrera Regional Argentina (FORA), première centrale syndicale argentine à avoir su se maintenir dans le temps, fut fondée en 1901. Jusqu’en 1914, la centrale fut dominée par les anarchistes, raison pour laquelle les socialistes en feront bientôt sécession. Vers le milieu de la décennie 1910, la FORA se scinda en deux syndicats, l’un anarchiste (FORA du Ve congrès) et l’autre comportant une majorité syndicaliste-révolutionnaire et une minorité socialiste (FORA du IXe congrès).

Après l’évincement des socialistes en 1902, la FOA eut le loisir de renforcer encore son positionnement acratique, ce qui en l’occurrence se traduisit par la création de la FORA, résultat du IVe Congrès de la centrale ouvrière, lors duquel il fut en effet décidé d’intercaler dans le sigle le mot « régional » afin de mettre en relief son caractère internationaliste. Dans le même esprit fut adopté le dénommé Pacte de solidarité, qui entre autres stipulations établissait le fédéralisme au sein de l’organisation, en manière de prévention du centralisme et de la bureaucratisation. En outre, les réformes graduelles et l’action parlementaire furent qualifiées de trahison à la classe ouvrière, le mouvement acratique ne voulant pas se satisfaire de légères améliorations dans la législation du travail ou de se voir accorder le droit de participer au jeu électoral. Mais en contrepartie, la FORA s’autorisait à dépasser les limites imposées par l’idéologie de la mouvance « individualiste ». L’adhésion de la FORA à l’idéologie communiste anarchiste avait été déterminée par le souci de conjurer le péril du réformisme et de la bureaucratisation au sein des syndicats. D’autre part, le recours à la propagande idéologique était considéré comme un élément crucial pour la diffusion des idées anarchistes et la conscientisation du prolétariat, et, débordant le seul milieu syndical, se traduisit par la création de journaux, revues et feuilles volantes, et aussi par une prolifération de bibliothèques, de centres d’étude, d’athénées, d’écoles, de théâtres, etc.
De leur côté, les secteurs ouvriers liés au Parti socialiste mirent donc sur pied un Comité de Propaganda Gremial (de gremio, comité ouvrier), que vint relayer bientôt l’Unión General de los Trabajadores (UGT) fondé début 1903. Cependant, le lien politique de cette nouvelle organisation avec le PS fondé par Juan B. Justo se distendit progressivement, jusqu’à conduire une bonne part des militants syndicaux naguère adossés au socialisme à répudier les positionnements politiques parlementaristes et réformistes de la direction du parti, évolution qui donnera naissance au dénommé « syndicalisme révolutionnaire », appelé à jouer un rôle de premier plan dans le mouvement ouvrier de la première décennie du XXe siècle en Argentine, et en particulier pendant le Centenaire.
Le journal La Vanguardia se trouvant être sous la tutelle de la direction du PS, l’UGT lança son propre journal, La Acción Socialista, où la centrale exposait ses positions en faveur de la grève générale et de l’action directe, et à l’encontre des pratiques parlementaristes et réformistes du PS. La thèse principale des syndicalistes de l’UGT portait que c’étaient les syndicats, et non les partis politiques, qui formaient l’axe de toute la vie sociale et politique et l’arme principale de la lutte ouvrière. Aussi rejetaient-ils la politique et l’État ainsi que les tentatives d’y intégrer les travailleurs. Ce courant, en nette ascension, prônait une politique radicale, était profondément critique envers l’État, rejetait toute intervention de l’appareil public, et ne voyait pour la classe ouvrière d’autre mode d’action que la grève générale. Le groupe syndicaliste acquit bientôt une position hégémonique au sein de l’UGT, en même temps que la direction du PS décidait son expulsion du parti, lors de son VIIe congrès tenu en 1906.
En 1907 fut entreprise une tentative d’unification syndicale, principalement à l’initiative des syndicalistes « autonomes », mais également de bon nombre d’anarchistes et de quelques factions du camp socialiste. Si la tentative certes échoua, il demeure qu’aux approches du Centenaire, l’éventualité d’une fusion avait été au centre des débats au sein des différents courants du mouvement ouvrier.

### Les grèves de la décennie 1900 antérieures à la Semaine rouge
En dépit de ces dissensions, la grève générale décrétée début novembre 1902 fut très largement suivie et les ports ainsi que de nombreux établissements industriels étaient paralysés. Le gouvernement répliqua en proclamant l’état de siège, en déclenchant une violente répression et en organisant un gigantesque coup de filet dans les quartiers ouvriers, à la suite duquel les interpellés argentins furent incarcérés alors que les étrangers, tombant sous le coup de la loi de Résidence, furent expulsés,.

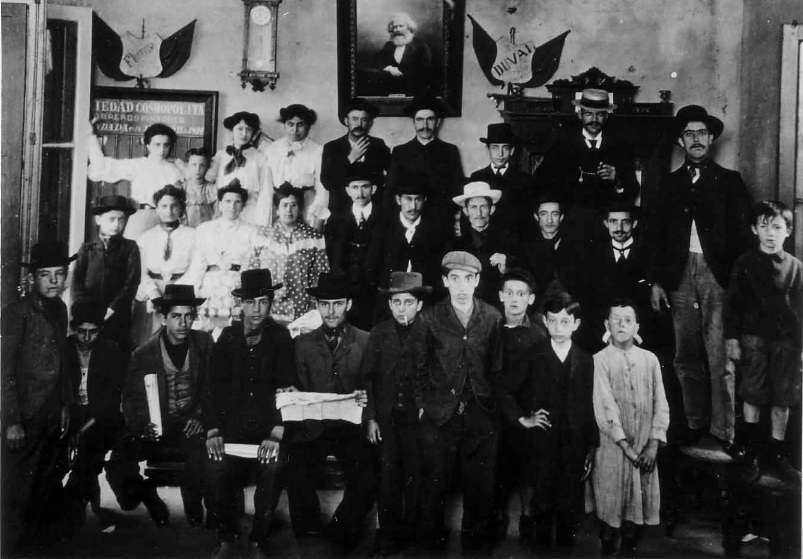
Comité de grève de la Sociedad de Cigarreros y Cigarreras de Buenos Aires (littér. Société des cigariers et cigarières de Buenos Aires), en 1904. Remarquer à l’arrière-plan le portrait de Karl Marx.

La grève générale de 1902 marqua un point de rupture dans le développement du mouvement ouvrier en Argentine, d’une part parce qu’elle plaça l’organisation ouvrière et la « question sociale » au centre des préoccupations de la classe dominante, et d’autre part en ceci qu’elle mit en évidence, comme un point fondamental, le différend au sein même du mouvement ouvrier, vu que — pendant que la FOA, dominée par les anarchistes, faisait figure de principal moteur du mouvement de grève — le PS quant à lui manifestait son opposition à l’usage de la grève générale comme moyen de lutte. Si jusqu’au début du siècle, les forces de ces deux courants politiques à l’intérieur du mouvement ouvrier étaient relativement comparables, l’anarchisme devint dans les années précédant le Centenaire le courant dominant dans les organisations ouvrières.
En 1904, la FOA, qui avait entre-temps pris nom de Federación Obrera Regional Argentina (FORA), convoqua pour le premier mai de cette année un rassemblement sur la place Mazzini (rebaptisée Plaza Roma) à Buenos Aires. Peu après qu’eut commencé la marche des principales colonnes au départ du local syndical, une violente répression policière fut ordonnée, qui laissera un bilan d’une quarantaine de morts. En réaction, les deux centrales syndicales décrétèrent la grève générale en exigeant l’arrestation des responsables du massacre. Devant le silence des autorités, le député socialiste fraîchement élu Alfredo Palacios interpella le ministre de l’Intérieur Joaquín V. González, qui pour toute explication déclara que ces morts avaient « pour linceul l’impunité du silence ».
L’année suivante, en 1905, eut lieu la tentative révolutionnaire radicale, qui conduisit le gouvernement à proclamer l’état de siège dans tout le pays. Loin de s’en laisser intimider, les centrales syndicales résolurent cette année-là de commémorer le 1er mai conjointement. Comme le rassemblement se tenait devant le théâtre Colón à Buenos Aires, et que les orateurs prenaient successivement la parole, le commissaire en chef de la police, Ramón Lorenzo Falcón, lança un escadron de 120 policiers à cheval, les fameux cosaques, contre la foule, pendant qu’un escadron de policiers-pompiers l’attaquait sur un autre front. Quatre morts et plus d’une cinquantaine de blessés restèrent étendus sur le carreau de la place Lavalle ; il y eut des centaines d’interpellations.
L’année 1907 en fut une de grande activité gréviste : l’on dénombra 231 mouvements de grève impliquant près de 170 000 travailleurs. Ceux-ci eurent à affronter un durcissement de la répression de la part du gouvernement, qui ajouta plusieurs morts ouvriers à son bilan répressif et disposa l’expulsion de centaines de personnes, en vertu de la loi de Résidence adoptée en novembre 1902.

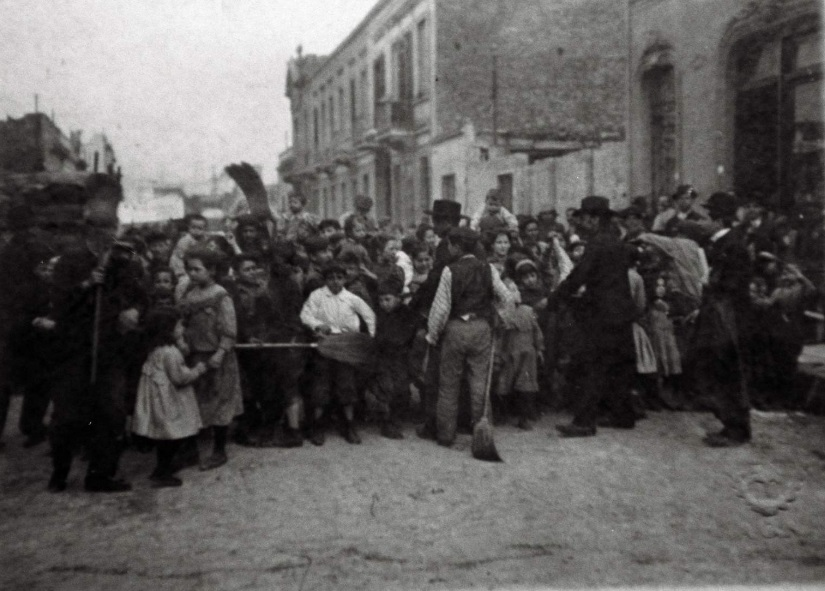
La Marcha de las Escobas (littér. Marche des balais) à travers La Boca, dans le cadre de la grève des locataires de 1907 contre la hausse des loyers. Les acteurs en étaient principalement des femmes et des enfants.

Cependant, malgré la répression exacerbée, les licenciements arbitraires et la stricte application de la loi de Résidence, les luttes ouvrières ne cesseront de s’intensifier. L’année 1907 vit éclater une grève d’un genre nouveau, celle des locataires. L’étincelle qui déclencha le conflit fut la décision prise en août 1907 par la municipalité de Buenos Aires d’augmenter les impôts, ce qui à son tour entraîna une hausse des loyers. Les habitants des courées (conventillos) de Buenos Aires, de Rosario, de La Plata et de Bahía Blanca décidèrent de ne plus s’acquitter de leurs loyers après la hausse démesurée appliquée par les propriétaires. Le mouvement de protestation était aussi l’expression du mécontentement quant aux exécrables conditions de vie dans les immeubles de location. Les protagonistes de ces journées étaient surtout des femmes et des enfants, qui participaient à des cortèges de masse en portant des balais avec lesquels ils se proposaient de « balayer l’injustice ». Ce mouvement, qui s’étendit jusqu’à des zones éloignées de la capitale et garda toute sa vigueur pendant une bonne partie du printemps, ne peut s’analyser autrement qu’en association avec le processus d’agitation ouvrière de cette période, compte tenu qu’il s’agissait d’un mouvement ayant pour acteurs les travailleurs, et où les organisations syndicales et politiques de la classe ouvrière jouèrent un rôle actif de préparation et de diffusion des revendications. La répression policière ne tarda pas à survenir et l’on procéda bientôt à des délogements. À Buenos Aires, ceux-ci étaient à charge du commissaire en chef, le colonel Falcón, qui fit expulser de leur logement, avec l’aide du corps de pompiers, des familles ouvrières aux petites heures pendant le rude hiver de 1907. Le syndicat des charretiers se porta à la disposition des délogés pour transporter les familles dans les campements de fortune dressés par les syndicats anarchistes. Si les grévistes n’atteignirent pas leur objectif de baisse des loyers, le mouvement néanmoins eut pour effet d’attirer l’attention sur les conditions de vie déplorables de la majorité de la population.

## Prélude
Les travailleurs, qui dans les années précédentes avaient bâti un vaste réseau d’organisations, de syndicats et d’associations de lutte, avec leurs organes de propagande, ne se voyaient accorder aucune place dans la célébration que préparait la bourgeoisie argentine pour fêter le premier centenaire de la révolution de Mai. Les chroniqueurs de l’époque, qui employaient les grands moyens pour souligner le faste des célébrations organisées dans un pays qui semblait destiné à occuper une place privilégiée dans le concert des nations en ce début de siècle, tendaient à occulter que ces festivités avaient lieu sous l’état de siège et dans le contexte d’une répression contre le mouvement ouvrier d’une violence jusque-là inédite.
Après un relatif reflux en 1908, l’année précédant le Centenaire avait été marquée par une forte montée en puissance des luttes ouvrières. Pour le 1er mai 1909, deux rassemblements furent convoqués : l’un par la FORA, sur la place Lorea, et l’autre par le Parti socialiste, sur la Plaza Constitución. Le premier fut durement réprimé lors d’une opération de police dirigée par le commissaire en chef Lorenzo Falcón, faisant douze morts au moins et plus de 80 blessés,.

## Déroulement

### La répression du1ermai

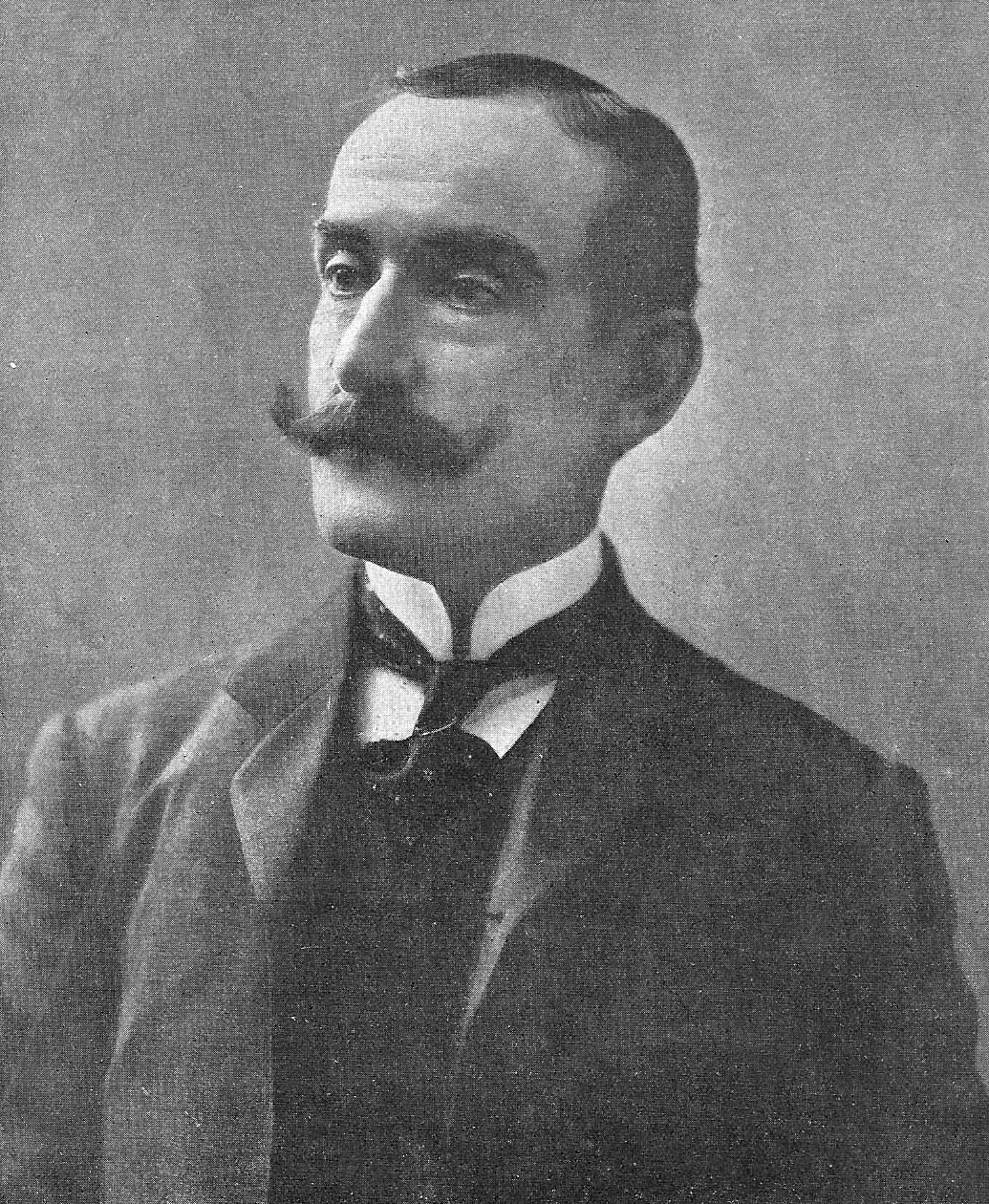
Le commissaire en chef de la police fédérale Ramón Lorenzo Falcón.

Sur la foi des témoignages recueillis à l’époque, la succession des faits a pu être reconstituée : Après qu’un orateur anarchiste eut achevé le discours qu’il prononçait devant un public d’approximativement 1 500 personnes (hommes, femmes et enfants), et alors que Ramón L. Falcón se trouvait présent près des lieux entouré de son état major, la foule occupée à se disperser fut attaquée par plusieurs salves d’armes à feu venues d’un bataillon d’une centaine d’hommes en uniforme montés à cheval. La fusillade dura plusieurs minutes et ne cessa qu’après que l’avenue de Mai eut été entièrement dégagée et que le public eut pris la fuite par les rues de traverse. L’attaque fit 80 blessés et 14 morts.
Dans les jours suivants, Ramón Falcón ordonna la fermeture des locaux syndicaux et l’arrestation de 16 meneurs anarchistes de la manifestation. En même temps, les systèmes de communication aux mains des forces de sécurité furent mis à contribution pour propager la version officielle selon laquelle les événements du 1er mai étaient imputables à un « complot russo-judaïque ».

### La riposte ouvrière
Bien que les convocations à se rassembler, émanant respectivement de la FORA et du PS, eussent été lancées indépendamment l’une de l’autre et que la manifestation socialiste n’eût pas été réprimée, la réaction ouvrière à l’attaque des forces de police fut unitaire. La FORA, l’UGT et d’autres syndicats mirent sur pied le Comité central de grève, et appelèrent à « la grève générale pour une durée indéterminée à partir du lundi 3 mai, pour dénoncer la répression et exiger la réouverture des locaux ouvriers, la remise en liberté des détenus et l’abrogation de la législation répressive », ; la FORA anarchiste en particulier, qui avait organisé la réunion, lança son appel à la grève générale lors d’une concentration de ses militants devant la Casa Rosada. Les syndicats recommandèrent « avec grande insistance à tous les ouvriers d’avoir soin, afin de garantir le meilleur succès du mouvement, de surveiller leurs ateliers et usines respectifs, en empêchant de toutes les manières la présence au travail de ne serait-ce qu’un seul ouvrier ».

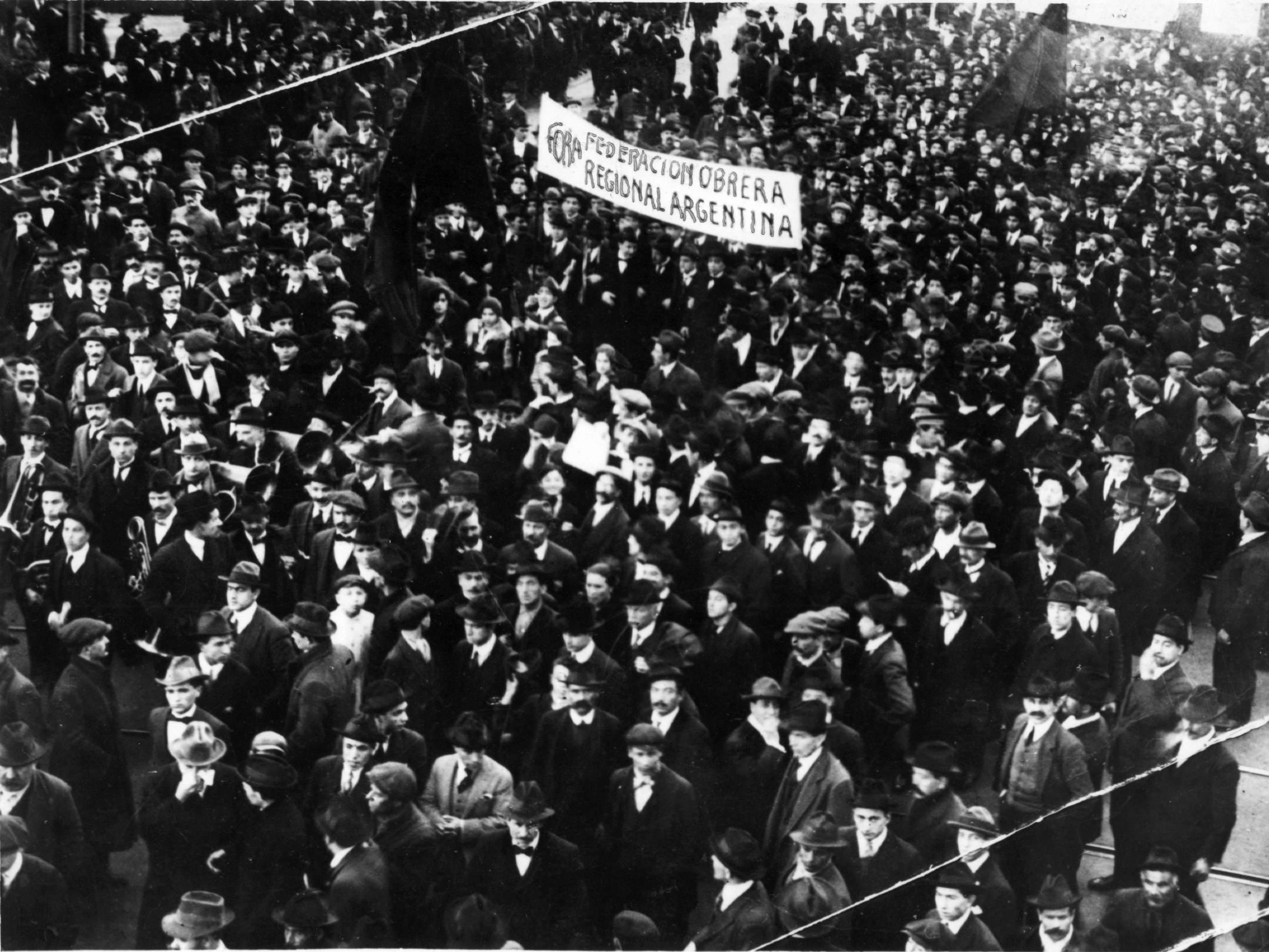
Manifestaction de la FORA, début XXe siècle.

Le président Figueroa Alcorta laissa clairement entendre que la violence policière n’avait pas été un « excès », mais qu’elle découlait de la décision du gouvernement : dans une note au commissaire de police, le colonel Ramón Falcón, il félicitait celui-ci « sans réserves », indiquait que « la conduite de la police avait été aussi correcte qu’indispensable, et avait, aussi douloureuse fût-elle, été imposée par les circonstances », et lui ordonnait de « continuer à exercer, avec une égale intégrité, son autorité pour réprimer les complications que l’on s’ingénie de produire dans cette affaire ».
La vigueur de la réplique ouvrière fut, en dépit de la répression, notable. En effet, pendant une semaine, des centaines de milliers de travailleurs déposèrent le travail dans les principales villes d’Argentine, sous la direction du Comité central de grève composé de la FORA, de l’UGT et des syndicats indépendants. Malgré la répression par les militaires, la grève atteignit une ampleur nationale, et durant plusieurs jours, la ville de Buenos Aires restera vide tant de flâneurs que de services de transport. Confronté à la prompte riposte et à l’union des deux grandes centrales syndicales, le gouvernement instaura l’état de siège, qui sera maintenu jusqu’à l’année suivante, et signa en outre un grand nombre de décrets d’expulsion hors du pays à l’encontre de ressortissants étrangers.
Néanmoins, face à l’ampleur de la mobilisation, le gouvernement se vit contraint, pour la première fois, de négocier avec les grévistes et de céder à leurs revendications : le 8 mai, il fut ainsi décidé d’autoriser la réouverture des locaux ouvriers, d’élargir tous les prisonniers et d’abolir le « Code de pénalités » qui avait été imposé par la municipalité de Buenos Aires et provoqué le rejet des travailleurs. Le 10 mai, la grève fut levée, et quelques journaux soulignaient que la lutte des travailleurs avait fait « capituler » le gouvernement.

### La journée du 4 mai
Les funérailles des victimes du 1er mai furent l’occasion d’une manifestation de masse, où entre 50 000 et 80 000 personnes vinrent se rassembler devant la morgue. Le cortège sollicita la délivrance des cadavres ; cependant cette demande fut ignorée, ce qui déclencha un nouvel affrontement entre travailleurs et forces de l’ordre. Ce jour-là, plus de 220 mille personnes abandonnèrent leur lieu de travail dans tout le pays, les usines fermèrent leurs portes et les chemins de fer étaient paralysés. Pendant toute la Semaine rouge, la grève fut totale ; ce néanmoins, le gouvernement se refusa à satisfaire aucune des revendications syndicales et confirma Falcón dans ses fonctions.
Le 7 mai, une bombe éclata dans un tramway de Buenos Aires.

### La journée du 9 mai
À l’issue d’intenses négociations avec le gouvernement de José Figueroa Alcorta, par l’intermédiaire du vice-président par intérim, la grève générale fut levée. Quelques demandes des syndicats avaient été acceptées, dont la remise en liberté des détenus du 1er mai, quoique pas tous. Aucun responsable ou exécutant du massacre n’eut jamais à répondre judiciairement de ses actes.

## Prolongements et suites

### Renforcement de l’unité syndicale
C’est principalement à l’instigation des syndicats autonomes que dans le courant de 1909 différentes initiatives furent lancées en vue de la constitution d’une centrale ouvrière unitaire, initiatives qui aboutirent à la tenue d’un congrès d’unification les 25 et 26 septembre, où il fut décidé de mettre en place la Centrale ouvrière régionale argentine (en espagnol Central Obrera Regional Argentina, sigle CORA). La CORA, où le secteur syndicaliste prédominait, faisait profession de « neutralité idéologique » et parvint à regrouper sous son aile les syndicats autonomes et ceux appartenant à l’UGT ; toutefois, le gros des syndicats affiliés à la FORA préféra rester dans la centrale anarchiste.
Entre-temps, l’agitation et la mobilisation ouvrières suivirent leur cours. À la mi-octobre, la FORA convoqua une nouvelle grève générale, de 48 heures, pour protester contre l’exécution du pédagogue libertaire espagnol Francisco Ferrer à Barcelone le 13 octobre 1909.

### Assassinat de Falcón

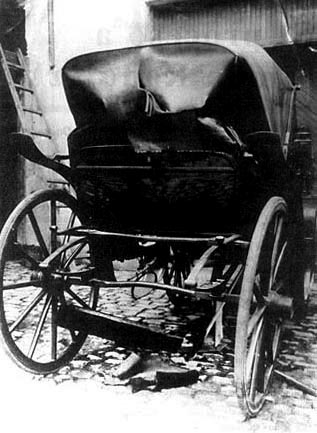
Calèche dans laquelle se déplaçait Falcón au moment de son assassinat en novembre 1909.

Le 15 novembre de la même année 1909, un militant anarchiste russe, Simón Radowitzky, qui était mineur d’âge au moment où il commit l’attentat, assassina à l’aide d’une bombe le commissaire Falcón et son adjudant, à l’intersection des avenues Callao et Quintana, dans le centre de Buenos Aires. Finalement appréhendé, Radowitzky fut ensuite torturé dans les locaux de la police. Pendant son procès, la peine de mort requise par le procureur sera cependant commuée en emprisonnement à perpétuité, au motif de la minorité du prévenu, et celui-ci envoyé à la prison d'Ushuaïa.
Immédiatement après l’attentat, et quoique tant la FORA que la CORA eussent nié l’avoir fomenté, le gouvernement décréta l’état de siège, mit en détention plus de 500 dirigeants ouvriers, et ferma les locaux ouvriers et les imprimeries de leurs périodiques,. Outre cette nouvelle vague répressive des autorités, l’assassinat de Falcón fut prétexte à un déchaînement de violence pour des groupes de jeunes gens de l’oligarchie, qui, frustrés par la non application de la peine capitale, se mirent à saccager et à incendier, aux cris de « vive la patrie », les locaux ouvriers et les imprimeries de La Protesta et de La Vanguardia. Ces incidents furent de surcroît entachés de violences à caractère antisémite et xénophobe ; en plus de ces saccages et de l’incendie des locaux de plusieurs revues et journaux, de bibliothèques et d’organismes socialistes et anarchistes, des institutions telles que la Bibliothèque russe ou la Poale Zion furent également prises pour cible. Lors des manifestations hostiles à Radowitsky qui se tenaient pendant le Centenaire de l’Indépendance, on entendit retentir le slogan « Dehors les Russes ! ». De leur côté, les ouvriers manifestèrent en criant des slogans en faveur de Radowitzky, dont entre autres « È morto Ramón Falcón massacratore; evviva Simón Radowitzky vindicatore » (« Mort est Ramón Falcón le massacreur ; et vive Simón Radowitzky le vengeur ».
L’état de siège ne fut levé qu’en janvier 1910, c’est-à-dire peu de mois avant les célébrations de l’anniversaire de la révolution de Mai. Nonobstant la répression, les organisations ouvrières resurgirent alors avec vigueur : trois jours seulement après la fin de l’état de siège, le journal La Protesta réapparut dans les rues avec un tirage extraordinaire de 16 000 exemplaires, tandis que le Parti socialiste appela fin janvier à un rassemblement qui réunit près de 20 000 participants. Durant l’été, plusieurs conflits sociaux éclateront à Buenos Aires.

### Les festivités du Centenaire

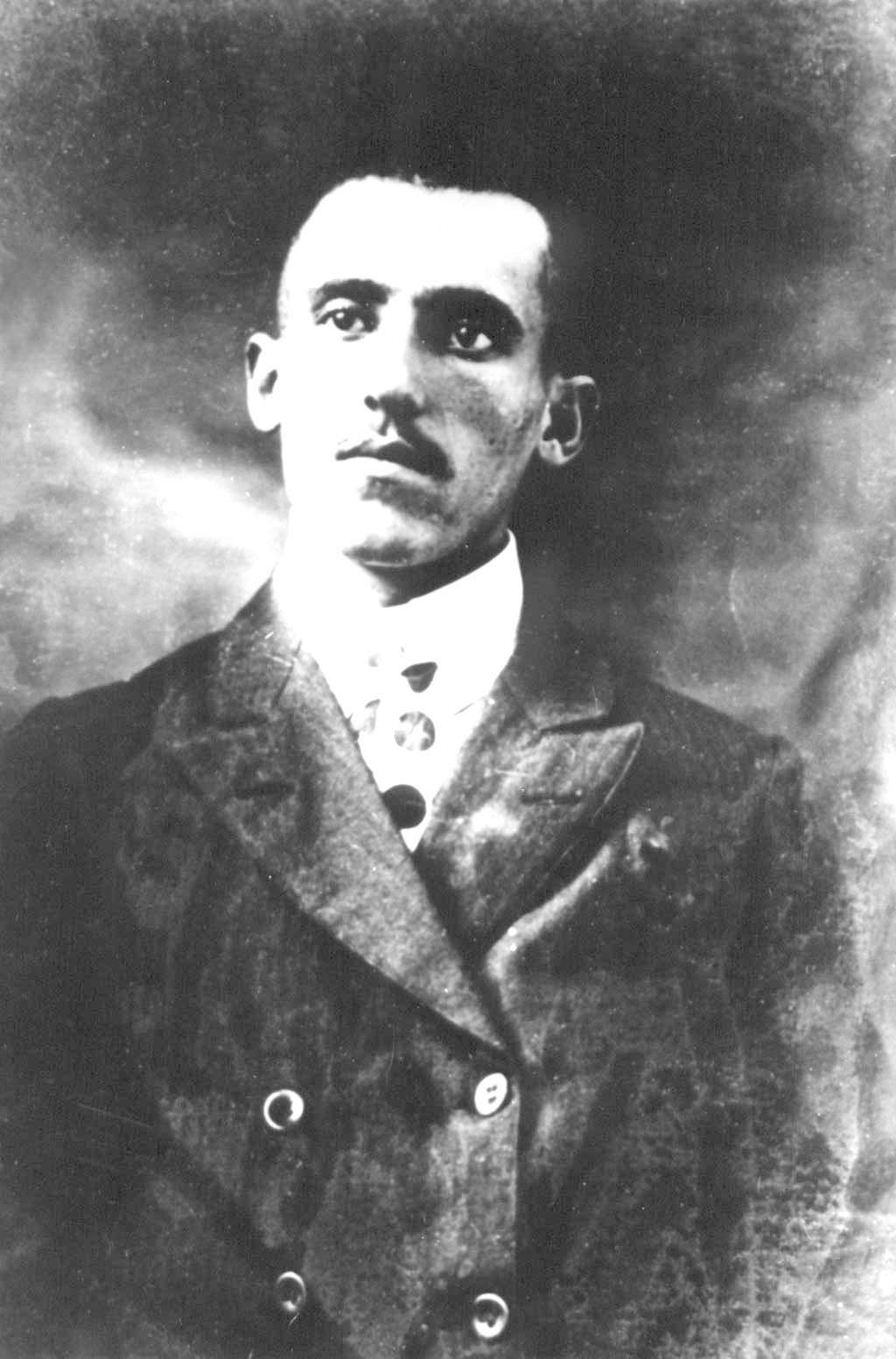
Le jeune anarchiste Simón Radowitzky, auteur (âgé de 17 ans au moment des faits) de l’attentat à la bombe contre Falcón.

En mai 1910, l’oligarchie célébra donc le centenaire de la révolution de Mai, avec de grands défilés et une exposition universelle. L’illustre ballerine Isadora Duncan dansa sur l’hymne national argentin, avec le drapeau de l'Argentine pour seule vêture. Des invitations avaient été envoyées à toutes les têtes couronnées et chefs d’État du monde occidental, mais la seule à accepter fut l’infante Isabel d’Espagne.
Si la classe dirigeante entendait montrer les avancées réalisées par le « grenier du monde », le mouvement ouvrier quant à lui, s’étant avisé du grand retentissement des festivités, voulut mettre à profit la répercussion de celles-ci dans la presse internationale pour donner à connaître la situation réelle des habitants du pays. Début mai 1910, le Conseil confédéral de la CORA publia un manifeste soulignant l’importance de fournir « un effort suprême » sur le plan des moyens de lutte et de la mobilisation, afin d’obtenir l’abolition de la loi de Résidence. La CORA exigeait également la libération des prisonniers ouvriers et déclara que, s’il n’était pas fait suite à cette demande, « la grève générale éclaterait à la veille du 25 mai, comme un démenti aux libertés qu’il leur plaira de célébrer et d’exhiber devant le monde civilisé ». La FORA pour sa part tint le 8 mai une manifestation de masse sur la Plaza Colón et devant la prison de la rue Las Heras — manifestation qui, selon les journaux anarchistes, réunit 70 000 personnes — contre la direction du Pénitencier national et contre les mauvais traitements infligés aux prisonniers, et réclamait l’élargissement des prisonniers sociaux, dont entre autres Simón Radowitzky. Les dirigeants anarchistes se joignirent ensuite à l’initiative de grève prise par la CORA, et la grève générale fut décrétée pour le 18 mai,.
Le gouvernement de Figueroa Alcorta proclama derechef, et dès avant le début de la grève, l’état de siège, puis promulgua la loi dite de Défense sociale, laquelle limitait fortement l’activité syndicale, notamment en refoulant les étrangers porteurs d’un casier judiciaire, en interdisant la propagande anarchiste et en instaurant l’obligation de solliciter auprès des autorités la permission de tenir des manifestations publiques sous peine d’emprisonnement pour une durée jusqu’à un an. Au surplus, la répression ne se cantonnait pas aux seules organisations anarchistes, mais frappait également les socialistes, nonobstant que le parti de Juan B. Justo se fût opposé à la grève générale. Vendredi 13 mai, les forces de police occupèrent les rédactions de La Protesta et de La Batalla, les deux principaux journaux anarchistes, ainsi que de La Acción Socialista, et mirent en prison plus d’une centaine de militants. Dans le même temps, et alors que se produisaient quelques manifestations d’étudiants de droite, la Chambre des députés votait donc la proclamation de l’état de siège, transposée le lendemain en loi par le Sénat. Dans les heures suivantes, l’on procéda à l’arrestation de plus de 500 dirigeants ouvriers. Toutefois, cette répression ne put empêcher que les fastueuses festivités du Centenaire ne fussent affectées par les nombreuses grèves et actes de sabotage commis par les anarchistes.

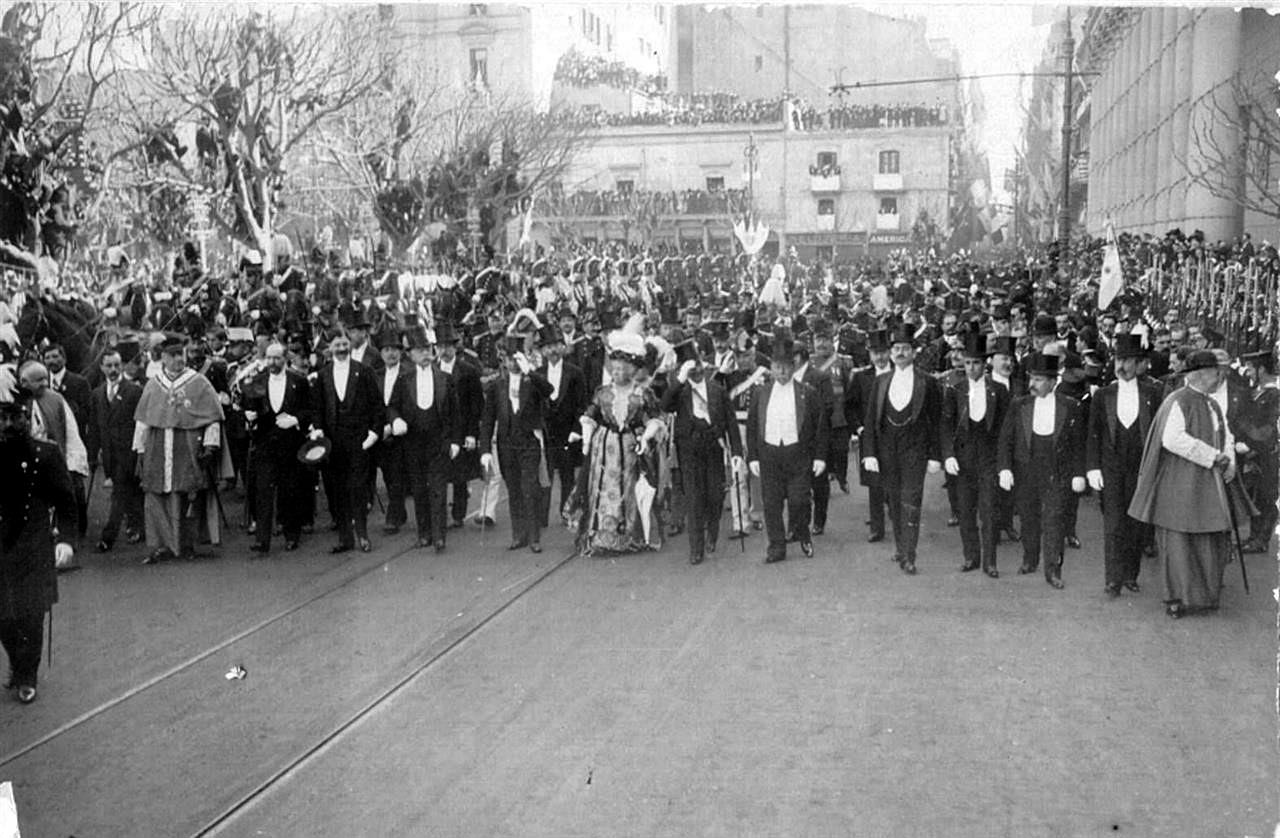
Le président de la République argentine, José Figueroa Alcorta, avec (au centre) la représentante du royaume d'Espagne, l’infante Isabel d’Espagne, au sortir du Te Deum à la cathédrale métropolitaine de Buenos Aires pendant les festivités du Centenaire de l’indépendance de l’Argentine.

La violence des attaques répressives incita les organisations ouvrières, quoiqu’affaiblies par la persécution policière et parapolicière, à appeler à la grève générale deux jours avant la date prévue, c’est-à-dire à partir du lundi 16 mai 1910. Si dans quelques quartiers ouvriers la paralysie fut totale, la grève se heurta au mur de la répression et de l’état de siège et finit par s’effriter dans les jours suivants. L’offensive répressive du pouvoir, loin de s’apaiser après le Centenaire, se renforça davantage encore dans les mois subséquents, sous les espèces de nouvelles lois anti-ouvrières, telles que la loi de Défense sociale, déjà mentionnée ci-haut.
Aux mesures répressives du gouvernement s’ajoutèrent bientôt les agissements de bandes armées, composées notamment de jeunes gens issues des classes supérieures, responsables dans les jours suivants d’une série d’attaques contre les principaux locaux ouvriers. Avec la connivence de la police, les meutes « patriotiques » mirent à sac les rédactions de La Batalla, de La Protesta et de La Vanguardia. Ne feront pas défaut non plus à cette occasion les attaques contre les résidents juifs de la zone de Balvanera et la destruction de librairies vendant de la littérature révolutionnaire. Les bandes iront jusqu’à mettre le feu au cirque de Frank Brown (en), qui avait monté son chapiteau au carrefour des rues Florida et Paraguay, au motif que cet établissement enlaidissait la ville et remplissait de gens indésirables ce quartier élégant ; il est vrai que Frank Brown ouvrait son cirque à toutes les classes sociales et ne réclamait pas de droit d’entrée aux enfants pauvres.

## Corrélats
- Semaine tragique (Argentine)
- République conservatrice (Argentine)